# グレッグ・ホートン
グレッグ・ホートン (Greg Haughton、1973年11月10日 - )は、ジャマイカの陸上競技選手。アトランタ、2000年シドニーオリンピックの銅メダリストである。

## 経歴
ホートンは、400mを専門とした選手で、1996年アトランタオリンピックでは4×400mリレーで、マイケル・マクドナルド、ロクスバート・マーチン、ダヴィアン・クラークとともにジャマイカ代表として銅メダルを獲得。4年後のシドニーオリンピックでは、個人種目の400mで、アメリカのマイケル・ジョンソン、アルビン・ハリソンに次いで銅メダル。さらに4×400mリレーでも、マイケル・ブラックウッド、クリストファー・ウイリアムズ、ダニー・マクファーレンとともに銀メダルを獲得した。
ホートンは、世界選手権でも400mで2回、4×400mリレーでは4回表彰台にたっている。

## 自己ベスト
- 200m - 20秒64 (1996年)
- 400m - 44秒56 (1995年)

## 主な実績
| 年   | 大会                     | 場所                       | 種目         | 結果 | 記録      |
| ---- | ------------------------ | -------------------------- | ------------ | ---- | --------- |
| 1993 | 世界陸上選手権           | シュトゥットガルト(ドイツ) | 400m         | 6位  | 45秒63    |
| 1993 | 世界陸上選手権           | シュトゥットガルト(ドイツ) | 4×400mリレー | 7位  | 3分01秒44 |
| 1995 | 世界陸上選手権           | イェーテボリ(スウェーデン) | 400m         | 3位  | 44秒56    |
| 1995 | 世界陸上選手権           | イェーテボリ(スウェーデン) | 4×400mリレー | 2位  | 2分59秒88 |
| 1996 | オリンピック             | アトランタ(アメリカ合衆国) | 4×400mリレー | 3位  | 2分59秒42 |
| 1997 | 世界室内陸上選手権       | パリ(フランス)             | 4×400mリレー | 2位  | 3分08秒11 |
| 1997 | 世界陸上選手権           | アテネ(ギリシャ)           | 4×400mリレー | 3位  | 2分56秒75 |
| 1999 | パンアメリカンゲームズ   | ウィニペグ(カナダ)         | 400m         | 1位  | 44秒59    |
| 1999 | 世界陸上選手権           | セビリヤ(スペイン)         | 400m         | 6位  | 45秒07    |
| 1999 | 世界陸上選手権           | セビリヤ(スペイン)         | 4×400mリレー | 3位  | 2分59秒34 |
| 2000 | オリンピック             | シドニー(オーストラリア)   | 400m         | 3位  | 44秒70    |
| 2000 | オリンピック             | シドニー(オーストラリア)   | 4×400mリレー | 2位  | 2分58秒78 |
| 2001 | 世界陸上選手権           | エドモントン(カナダ)       | 400m         | 3位  | 44秒98    |
| 2001 | 世界陸上選手権           | エドモントン(カナダ)       | 4×400mリレー | 3位  | 2分58秒39 |
| 2002 | IAAFグランプリファイナル | パリ(フランス)             | 400m         | 2位  | 44秒87    |